# Matuzići
Matuzići är en ort i Bosnien och Hercegovina.   Den ligger i entiteten Federationen Bosnien och Hercegovina, i den centrala delen av landet, 100 km norr om huvudstaden Sarajevo. Matuzići ligger 248 meter över havet och antalet invånare är 3 000.
Terrängen runt Matuzići är kuperad österut, men västerut är den platt. Runt Matuzići är det ganska tätbefolkat, med 78 invånare per kvadratkilometer.. Närmaste större samhälle är Doboj, 5,7 km nordost om Matuzići. 
Omgivningarna runt Matuzići är en mosaik av jordbruksmark och naturlig växtlighet.